# Karen Poulsen
Karen Poulsen (født 10. maj 1881 i København, død 15. februar 1953 smst., senere Karen Lund og senere Karen Thalbitzer) var en dansk skuespillerinde.
Hun debuterede på Det kongelige Teater i år 1900, og vendte først tilbage til dette teater 12 år senere for så at være engageret dér helt frem til 1938. Karen Poulsen var tidligere knyttet til en række andre teatre, heriblandt Dagmarteatret, Aarhus Teater og Det ny Teater. Efter de mange år på Kongens Nytorv optrådte hun på Frederiksberg Teater.
Hun filmdebuterede i 1911 hos Nordisk Film og medvirkede i omkring 27 stumfilm og derefter i 12 tonefilm. Hun blev aldrig tiltænkt de store roller på film, men huskes dog for den fine skildring af bedstemoderen i Ditte Menneskebarn fra 1946.
Hun var meget anvendt i radioen, både til oplæsning og i hørespil.
Karen Poulsen var datter af skuespiller Olaf Poulsen (1849-1923) og hustru Henriette Emilie Poulsen og kusine til skuespillerbrødrene Adam og Johannes Poulsen. Hun var gift to gange. Første gang i 1902 med skuespiller Valdemar Lund og anden gang med i 1919 med Bjørn Thalbitzer (1895-1959). Begge ægteskaber blev opløst. Hun døde den 15. februar 1953 og ligger begravet på Vestre Kirkegård i København.

## Filmografi
| - Stumfilm: - Balletdanserinden (som Yvette, Simons kone; instruktør August Blom, 1911) - Dødsflugten (instruktør Eduard Schnedler-Sørensen, 1911) - De virkningsfulde Tabletter (instruktør Eduard Schnedler-Sørensen, 1911) - Operationsstuens Hemmelighed (instruktør William Augustinus, 1911) - Privatsekretæren (som fabrikantens hustru; instruktør August Blom, 1911) - Jernbanens Datter (som Alexandra, ekspeditrice; instruktør August Blom, 1912) - Den Undvegne (som Hutkinsons hustru; instruktør August Blom, 1912) - Et moderne Ægteskab (instruktør Leo Tscherning, 1912) - Direktørens Datter (instruktør August Blom, 1912) - Indbruddet hos Skuespillerinden (som Frk. Balzac, skuespillerinde; instruktør Eduard Schnedler-Sørensen, 1912) - Unge Pigers Værn (instruktør Eduard Schnedler-Sørensen, 1912) - Den kære Afdøde (som Otto Bangs kone; instruktør Eduard Schnedler-Sørensen, 1912) - Eventyr paa Fodrejsen (som Fru Krans; instruktør August Blom, 1912) - Paa Vildspor (ukendt instruktør, 1913) - Lotte vil paa Landet (som varietésangerinde; instruktør Henry Berény, 1915) - Zirli (som Sasa, kokotte; ukendt instruktør, 1915) - Billedhuggeren (som Nanna, skuespillerinde og filmøse; ukendt instruktør, 1915) - Mørkets Fyrste (som Cleo Bernard, en eventyrerske; ukendt instruktør, 1916) - Gloria (instruktør Laurids Skands, 1916) - Naar Hadet slukkes (som Lolo, en æventyrerske; ukendt instruktør, 1917) - Dommens Dag (som "Kulsort", sigøjnerkone; instruktør Fritz Magnussen, 1918) - Borgslægtens Historie (instruktør Gunnar Sommerfeldt, 1920) - Jafet, der søger sig en Fader, I-IV (som Nattê, zigeunerhøvding; instruktør Emanuel Gregers, 1922) - Knap og Hægte (instruktør Eduard Schnedler-Sørensen) - Troskabsprøven (som Berthi, Durands kone; instruktør William Augustinus) - Koleraen (instruktør Christian Schrøder) - Jeg vil ha' en Søn (ukendt instruktør) | Tonefilm: - Hotel Paradis - 1931 - Kirke og orgel - 1932 - Nyhavn 17 - 1933 - Nøddebo Præstegård - 1934 - Det begyndte ombord - 1937 - Elverhøj - 1939 - Sommerglæder - 1940 - Gå med mig hjem - 1941 - Alle mand på dæk - 1942 - Møllen - 1943 - Mordets melodi - 1944 - Ditte Menneskebarn - 1946 - Historien om Hjortholm - 1950 |